# Бут, Томми
Томас Бут (англ. Thomas Booth; род. 9 ноября 1949, Middleton, Большой Манчестер) — английский футболист, защитник.

## Карьера

### Клубная карьера
Во взрослом футболе дебютировал в 1967 году в клубе «Манчестер Сити», за молодёжную команду которого выступал на протяжении предыдущих двух сезонов. В составе команды выступал на протяжении больше части своей игровой карьеры, продолжавшейся 17 лет.
Его первый выход на поле в Футбольной лиге состоялся 9 октября 1968 года в матче против «Арсенала», завершившемся со счётом 1:1. Вместе с командой в сезоне 1968/69 завоевал Кубок Англии, а также дважды становился обладателем Кубка Английской лиги. Кроме того, в 1972 году клуб стал обладателем национального Суперкубка, а в сезоне 1969/70 одержал победу над польским клубом «Гурник» в финале Кубка обладателей кубков УЕФА. В сентябре 1981 года он перешёл в «Престон Норт Энд», где и завершил карьеру футболиста в 1984 году.

### Карьера в молодёжной сборной
В 1969 году дебютировал в официальных матчах в составе национальной сборной Англии до 23 лет. Всего в составе молодёжной сборной принял участие в четырёх матчах, не отметившись забитыми мячами.

### Тренерская карьера
В 1985—1986 годах возглавлял тренерский штаб своего бывшего клуба «Престон Норт Энд».

## Достижения
«Манчестер Сити»
- Победитель Первого дивизиона Футбольной лиги: 1967/68
- Обладатель Кубка Англии: 1968/69[6]
- Обладатель Кубка Английской футбольной лиги: 1969/70, 1975/76
- Обладатель Суперкубка Англии: 1972[7]
- Обладатель Кубка обладателей кубков УЕФА: 1969/70